# Нафанаїл (Троїцький)
Митрополит Нафанаїл (в миру Микола Захарович Троїцький; 30 жовтня 1864, Область Війська Донського - 7 квітня 1933) - український, карельський та російський релігійний діяч. Ректор Олонецької духовної семінарії в Карелії та Тамбовської духовної семінарії на заході ерзянських земель. Єпископ РПЦ (безпатріаршої); митрополит Харківський Російської православної церкви. Учасник Помісного Собору Російської Православної Церкви 1917-1918 років.
Жертва сталінського терору. 

## Біографія
Народився 30 жовтня 1864 року в родині священика Донської єпархії.
У 1866 році закінчив Донську духовну семінарію і вступив до Київської духовної академії.
У 1887 році звільнений, згідно з проханням, з академії.
17 квітня 1888 р. висвячений на священика до Покровської церкви Слободи Анастасівки. Тут же він був завідувачем і законовчителем церковно-парафіяльної школи та школи грамоти. Деякий час посідав посаду спостерігача тих же шкіл.
У 1893 році поступив в Казанську духовну академію.
16 листопада 1896 пострижений в чернецтво ректором академії архімандритом Антонієм (Храповицький).
У 1897 році закінчив академію зі ступенем кандидата богослов'я і призначений викладачем Таврійської духовної семінарії. У цьому ж році возведений у сан архімандрита і визначений ректором Олонецької духовної семінарії.
У 1898 році - голова Олонецької Єпархіальної училищної ради.
З 1902 року - ректор Тамбовської духовної семінарії.
29 лютого 1904 хіротонізований на єпископа Козловського, вікарія Тамбовської єпархії.
Хіротонія відбулася в Санкт-Петербурзі в Олександро-Невській Лаврі.
З 31 жовтня 1908 року - єпископ Уфимський і Мензелінський.
З 17 квітня 1912 року - єпископ Архангельський і Холмогорський.
Був учасником Помісного Собору Російської Православної Церкви 1917-1918 років.
У 1918 році возведений в сан архієпископа.
У роки громадянської війни та інтервенції єпископ Нафанаїл не повертався до Архангельська, доручивши тимчасове управління єпархією вікарному єпископу Пінежському Павлу.
У 1921 році призначений на Харківську та Охтирську кафедру.
У травні 1922 року заарештований. У жовтні 1922 року висланий з Харкова в село Великі Котли Московської губернії.
У 1924 році возведений в сан митрополита. 21 травня 1924 включений до складу Священного Синоду при Святійшому Патріарсі Тихоні.
У 1924 році заарештований.
З 1927 року тимчасово управляв Воронезькою єпархією. У цьому ж році звільнений на спокій.
Помер 7 квітня 1933 року. Згідно з його заповітом, був відспіваний як мирянин і похований на цвинтарі ст. Перхушково, Білоруської залізниці.